# 勅使河原則直
勅使河原 則直（てしがわら のりなお）は、鎌倉時代前期の武士。

## 生涯
武蔵七党丹党の一族で武蔵国賀美郡勅使河原を名字の地とする武士で、父の有直が鎌倉幕府の御家人に列した。建暦3年（1213年）将軍源実朝が新御所へ移る際の調度懸を担当している。承久3年（1221年）承久の乱では北条泰時に従う18騎の一人として出陣した。入京後、後鳥羽上皇が乱は天皇の意向ではないとする弁明の院宣を幕府軍へ差し出した際には、院宣を判読できる人物として猪俣党の藤田能国を泰時に推薦している。天福2年（1234年）幕府に合奉行が新たに設置されるとその成員に任命された。